# Nemegtosaurus
Nemegtosaurus (v překladu "ještěr z (údolí) Nemegt") byl rod menšího sauropodního dinosaura ze skupiny Titanosauria, objeveného polskými paleontology v mongolské poušti Gobi. Roku 1971 byl popsán pod druhovým názvem N. mongoliensis. Rodové jméno je odvozeno od geologického souvrství Nemegt, v jehož svrchnokřídových sedimentech byl objeven. Druh Opisthocoelicaudia skarzynskii může být ve skutečnosti stejným dinosaurem.

## Popis
Je možné, že jeho lebka byla dlouhá a štíhlá; tvar zubů nejspíše odpovídal kolíkům, podobně jako u většiny sauropů. Příbuzným rodem byl nejspíš Quaesitosaurus. Nemegtosauři žili asi před 70 miliony let, v období maastrichtu (nejpozdnější křídy). Dosahoval délky kolem 12 metrů a hmotnosti zhruba 5 tun. Podle jiných odhadů mohl vážit až kolem 9500 kg.

## Další druh
V roce 1977 byl čínským paleontologem Dongem Zhimingem popsán další předpokládaný druh tohoto rodu, N. pachi, ten je však v současné době klasifikován jako nomen dubium (pochybné jméno).

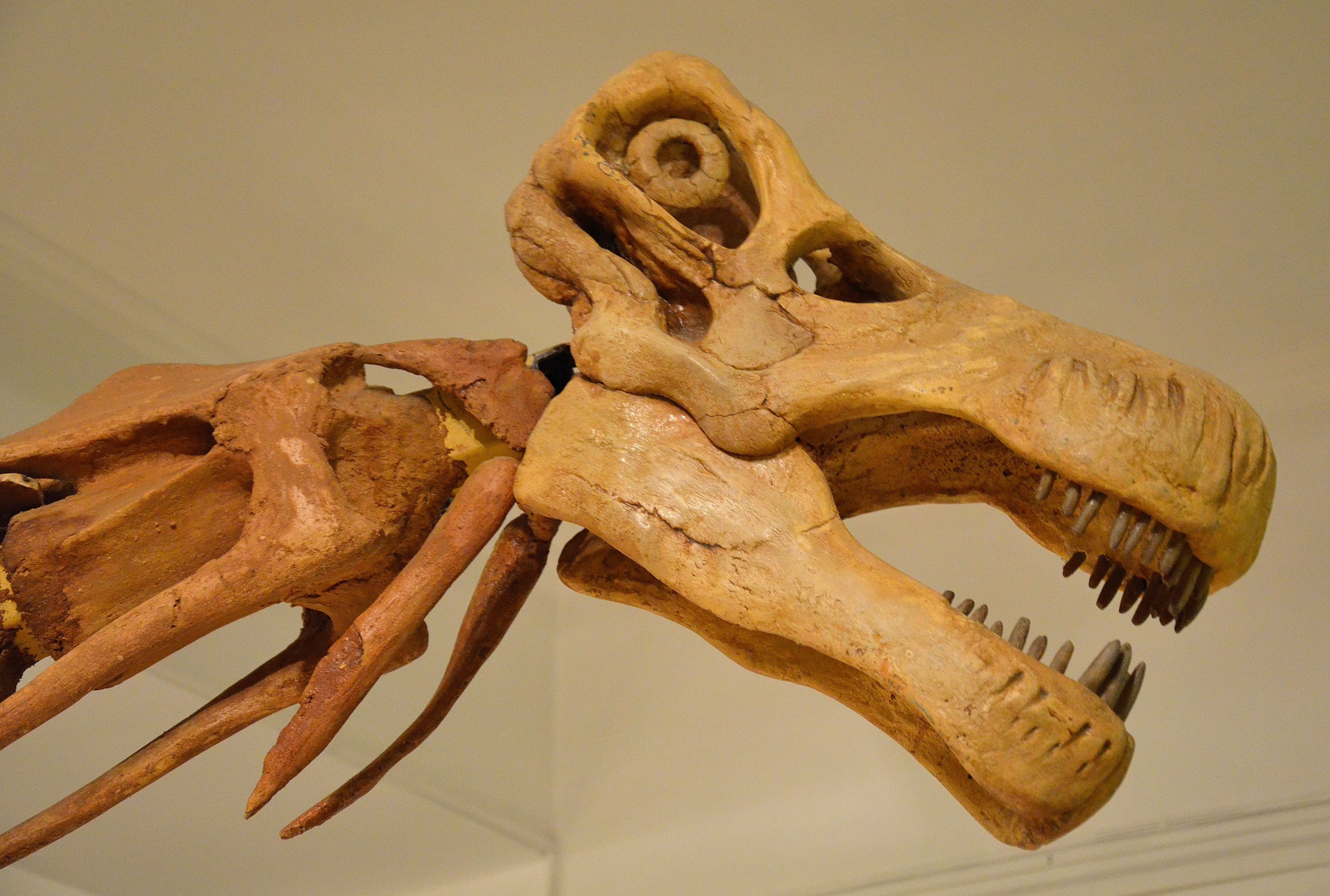
Lebka v expozici muzea ve Varšavě.

Fosilní zub z úzkou korunkou, objevený v souvrstvích Udurčukan a Blahoveščensk v Amurské oblasti na ruském Dálném východě je morfologicky velmi podobný zubům rodu Nemegtosaurus a mohl patřit zástupci blízce příbuzného (nebo identického) rodu sauropodního dinosaura.

## Paleoekologie
Tito středně velcí až velcí sauropodní dinosauři se mohli stávat příležitostnou kořistí obřího tyranosaurida rodu Tarbosaurus, se kterým sdíleli ekosystémy pozdně křídového Mongolska.